# Мололово
Мололово — деревня в Опочецком районе Псковской области России. Входит в состав Пригородной волости Опочецкого района.
Расположена 3 км к юго-востоку от центра города Опочка.
Численность населения по состоянию на 2000 год составляла 38 человек, на 2012 год — 34 человека.

## Топографические карты
Лист карты O-35-XXIX Опочка. Масштаб: 1 : 200 000. Состояние местности на 1985 год. Издание 1987 г.